# Beale-Rice House
La Beale-Rice House est une maison à Quincy, au Massachusetts, dans le nord-est des États-Unis. Construite en 1792, elle est aujourd'hui protégée au sein de l'Adams National Historical Park.